# GPSBabel
GPSBabel ist eine freie Software zur Konvertierung unterschiedlicher GPS-Datenformate.
GPSBabel steht unter der GPL und kann kostenfrei genutzt werden.

## Eigenschaften
Im Bereich der GPS-Navigation und dem Erzeugen von GPS-Datenspuren gibt es herstellerbedingt eine große Vielfalt von Datenformaten. In der Regel erzeugen die GPS-Geräte verschiedener Hersteller GPS-Daten (Tracks, Routen und Wegpunkte) in proprietären Formaten.
Wie der Name bereits andeutet (Babylonische Sprachverwirrung), dient GPSBabel der möglichst verlustfreien Konvertierung von einem GPS-Format in ein anderes. Dabei unterstützt GPSBabel mittlerweile mehrere Dutzend Klartext- und Binärformate sowie Protokolle zum direkten Lesen und Schreiben eines angeschlossenen GPS-Geräts.
GPSBabel bietet auch eine Reihe von Filter-Funktionen an, die bei der Konvertierung angewendet werden können. Beispiele dafür sind Funktionen zum Vereinfachen von Routen oder das Löschen von Punkten mit ungenügender Genauigkeit. Ist ein GPS-Gerät an den Computer angeschlossen, kann GPSBabel Positionsdaten auch in Echtzeit verarbeiten.
Auf Microsoft Windows und Mac OS X gibt es für GPSBabel auch eine grafische Benutzungsoberfläche. Daneben bieten unter anderen folgende Programme eine grafische Benutzungsoberfläche für GPSBabel an:
- QGIS via GPS-Plugin
- Gebabbel (Linux)

Wichtige unterstützte Formate sind GPS Exchange Format, zahlreiche Garmin- und Magellan-Formate und Protokolle, Keyhole Markup Language, Formate von DeLorme, mehrere POI-Formate und viele andere mehr.